# 키랩
키랩보드게임카페(Ki-Lab Board Game Cafe, KI-LAB)본사는 서울특별시 광진구 아차산로33길 49 지층 (화양동)에 소재하고 있다. 2017년 1월 1일 1호점을 오픈했으며, 2019년도부터 2호점(프리미엄점)을 오픈했다. 보드게임 최적화시설! 건대입구역 부근에 위치한 70평규모 총120석규모, 전좌석 룸형식의 보드게임 최적화 건대보드게임 룸카페이다. UV 살균 소독한 약 2,000여개의 보드게임이 있는공간으로 신작 및 인기작들이 빠르게 입고되는 특징이있다. 또한 100여종의 음료를 주문할 수 있다.

## 메뉴
2025년 5월 기준.
- 평일 1인 1시간 : 2,400원
- 주말 1인 1시간 : 3,000원
- 이후 추가 10분당 : 500원

## 매장
- 서울
- 건대본점
- 건대프리미엄점

## 언론보도
- 한국교육경영연구원, 키랩 멥버십 모바일 앱 출시
- 한국교육경영연구원, 멥버십 모바일 앱 '키랩' 출시
- 키랩보드게임카페, 개점 6개월 만에 선풍적 인기
- 보드게임카페 키랩, ‘서울오빠’와 전략적 마케팅 추진